# Long Hựu
Long Hựu là một xã thuộc tỉnh Tây Ninh, Việt Nam.

## Địa lý
Xã Long Hựu có vị trí địa lý:
- Phía đông giáp xã Tân Đông thuộc tỉnh Đồng Tháp.
- Phía tây giáp xã Tân Lân.
- Phía nam giáp xã phường Sơn Qui thuộc tỉnh Đồng Tháp.
- Phía bắc giáp xã Tân Tập.

Xã Long Hựu có diện tích tự nhiên là 36,89 km², quy mô dân số năm 2025 là 29.057 người.

## Lịch sử

### Năm 1975
- Sau ngày 30 tháng 4 năm 1975, xã Long Hựu thuộc huyện Cần Đước, tỉnh Long An.

### Năm 1979
- Ngày 24 tháng 3 năm 1979, Hội đồng Chính phủ ban hành Quyết định số 142-CP về việc điều chỉnh địa giới một số xã và thị trấn thuộc tỉnh Long An[4]:
- Chia xã Long Hựu thành hai xã lấy tên là xã Long Hựu Đông và xã Long Hựu Tây.

### Năm 2025
- Ngày 12 tháng 6 năm 2025, Quốc hội khóa XV ban hành Nghị quyết số 202/2025/QH15 về việc sắp xếp đơn vị hành chính cấp tỉnh[5]. Theo đó, sắp xếp toàn bộ diện tích tự nhiên, quy mô dân số của tỉnh Long An và tỉnh Tây Ninh thành tỉnh mới có tên gọi là tỉnh Tây Ninh.

- Ngày 16 tháng 6 năm 2025, Ủy ban Thường vụ Quốc hội khóa XV ban hành Nghị quyết số 1682/NQ-UBTVQH15 về việc sắp xếp các đơn vị hành chính cấp xã của tỉnh Tây Ninh năm 2025[6]. Theo đó, sắp xếp toàn bộ diện tích tự nhiên, quy mô dân số của xã Long Hựu Đông và xã Long Hựu Tây thành xã mới có tên gọi là xã Long Hựu.